# Принцип на вредата
Принципът на вредата поддържа тезата, че действията на индивидите могат да бъдат ограничени само, за да предпазят от вреда върху други индивиди. Джон Стюарт Мил пръв дава израз на този принцип в „За свободата“, където привежда доводи относно това, че „единствената цел, за която силата може да бъде правилно упражнена върху който и да е член на цивилизовано общество, против волята му, е за да предпази от вреда върху други“.

## Дефиниция
Вярата, че „никой не трябва да бъде насила възпиран да действа по начин, който той самия избира, при условие че действията му не са посегателски върху свободните действия на останалите“ се превръща в един от основните принципи на либертарианските политици. Първият, който напълно изразява принципа на вредата е английският мислител Джон Стюарт Мил (1806–1873) в първата глава на „За свободата“(1859), където обосновава следното:
| „ | Целта на това есе е да защити един много прост принцип, който има правото напълно да ръководи отношенията на обществото с индивида по натрапчив и контролиращ начин, без значение дали се ползва с физическа сила под формата на легални наказания или морално принуждение чрез публичното мнение. Принципът е, че единственият завършек, гарантиран на човешкия вид, индивидуално или колективно, в намесата на свободата на действие на който и да е от тях, е самозащитата.И единствената цел, за която силата може да бъде правилно упражнена върху който и да е член на цивилизовано общество, против волята му, е за да предпази от вреда върху други. Неговото собствено добро, дали физическо или морално, не е достатъчна гаранция. Той не може законно да бъде подчинен да прави нещо или да се въздържа, защото за него така ще е по-добре, защото ще го направи по-щастлив, защото по мнение на останалите това ще е мъдро и дори правилно...Единствената част от поведението на всеки, за която той е отговорен пред обществото, е тази, която засяга останалите. В частта, която просто засяга него, независимостта му по право е абсолютна. Над себе си, над тялото и ума си, индивидът е суверен. | “ |

Мил вижда вредата и престъплението като синоними. „Безобидно престъпление“ е фразеологично противоречие. Ако това действие е безобидно за други хора, то е отвъд моралното. Дори ако егоистично действие се окаже в собствена вреда, също е отвъд моралното.
Освен това, вредата сама по себе си е неморално понятие. Нанасянето на вреда върху друг човек е това, което прави действието грешно.
Вредата също може да се окаже резултат от неуспех да се справиш със задължение. Моралът създава задължения. Моралното задължение може да бъде изисквано от човек по същия начин, по който и дълг и това е част от представата за задължение, което човек може да бъде законно заставен да изпълни.

## Принцип на нарушението
Принципът на вредата на Мил е различен от принципа на нарушението. Базата за сравнение е, че в някои случаи психологичната или социалната вреда могат да се сравнят с физическа вреда. Разликата е базирана на предположението, че нарушението може и да причини вреда, но това не е необходимо. Нарушението среща принципа на нарушение, само ако е грешно или също причинява вреда.
Нравственият въпрос за това до каква степен трябва да се ограничи свободната реч често се основава и на принципа на вредата и на този на нарушението. Ако упражняването на свободна реч може случайно да се свърже с насилие или подобна физическа вреда, то е ограничено до принципа на вредата. Действията на свободната реч като горене на флаг или организация на спорни митинги обикновено се причисляват към принципа на нарушението, базиран на съответния въпрос какво допринася за вредата (или, редуващо се, значението на вредата, причинено от ограничение на свободата срещу вредата, причинена от упражняването на тази свобода).
Сам по себе си, тласъкът към престъпления и злини, които причиняват вреда, ще направи принципа на нарушение почти синонимен на принципа на вредата. Нещо друго, дефиницията на това какво представлява злото може да се трансформира с времето, така вредата може да бъде причинена от действия, които не са считани за грешни по това време и обратното.

## По-обширни определения на вредата
В същото есе Мил дава по-широко обяснение на принципа като функция в две максими:
| „ | Максимите са, първо - индивидът не е отговорен пред обществото за действията си, докато те не засягат никой друг освен него. Съвет, инструкция, убеждение и отхвърляне от други хора, ако задължително се мисли за собственото им добро, са единствените мерки, чрез които обществото може оправдано да изрази неприязъна или неодобрението си от своето ръководство. Второ, за такива действия, които са в ущърб на интересите на останалите, индивидът е отговорен и може да подлежи или на социални, или легални наказания, ако обществото е на мнение, че единият или другият е необходим за защитата му.(LV2) | “ |

Втората от тези максими става известна като принцип на обществена власт.
Освен това, втората дефиниция разгръща въпроса за по-обширните определения на вредата, включвайки вредата върху обществото. Концепцията за вредата не се ограничава само до вредата върху друг индивид, а засяга и множеството от такива. Есето на Мил предполага, че обществото съществува и може да му бъде нанесена вреда и заключава, че то може да използва потиснически мерки за себезащита. Като такова, то действа като единствено ограничение за Мил върху позитивната и негативната свобода.
Това е важен принцип за целта да се определи вредата, която само се проявява постепенно във времето, така че тя да бъде избегната като последица, но на този етап, в който е извършено действието, причинило вредата, не съществува. Това също може да се приложи към голям обхват въпроси, вариращи от правото на съществуване през освобождаване от задължения относно загубата на частна собственост, до обширните въпроси за своеволията и дори правото на бунтове.